# Charles Simonyi
Charles Simonyi (ungarsk: Simonyi Károly; født 10. september 1948 i Budapest) er en amerikansk it-milliardær, der blandt andet stod for udviklingen af Microsoft Excel og Microsoft Word.
Charles' far Károly var professor ved det tekniske universitet i Budapest.
I 1966 blev Charles, som ung studerende i det sovjetkontrollerede Ungarn, hentet til Danmark af en leder i det danske firma Regnecentralen, som fandt ham yderst talentfuld. I 1968 flyttede han til USA for at studere ved Berkeley-universitetet i Californien.
Han studerede derefter på Stanford-universitetet, og blev derefter ansat hos Xerox PARC.
Der var han med til at opfinde WYSIWYG. Xerox kunne ikke se betydningen og han rejste derefter til Microsoft
I 1981 blev han ansat ved Microsoft, hvor han blandt andet var hovedudvikleren på føromtalte programmer Excel og Word.
Den 7. april 2007 begav han sig mod Den Internationale Rumstation (ISS), som den femte rumturist, en rejse han havde betalt ca. 150 millioner DKK for.
Den 26. marts 2009 begav han sig igen mod Den Internationale Rumstation, som den syvende rumturist. Han er derfor den første rumturist der 2 gange har været på ISS.
Charles Simonyi forstår og taler en smule dansk. Han ejer luksusyachten Skat, der blev bygget på Lürssen værftet i Bremen 1999-2002, og som har besøgt København hver sommer siden jomfrusejladsen 2002. Skat ligger i disse perioder ud for Amaliehaven. Skat har også en helikopter med egen landingsplads. Han havde under opholdet i Danmark 1966-68 en kæreste der kaldte ham skat, og opkaldte derfor sin luksusyacht efter dette.
I 2023 leverede samme værft yachten Norn til Simonyi.
Han drev sit eget softwarefirma Intentional Software, solgt til Microsoft i 2017.
Simonyi har sponsoreret to professorater dels Charles Simonyi Professorship in the Public Understanding of Science ved Oxford Universitet og dels Charles Simonyi Professorship i teoretisk fysik ved Institute for Advanced Study som i øjeblikket holdes af Edward Witten.

## Privatliv
Charles var fra 1993 til 2008 kæreste med Martha Stewart livsstilsekspert, modedronning og milliardær.
Lørdag den 22. november 2008 blev den 60-årige Charles Simonyi gift med den 28-årige svenske Lisa Persdotter i den tyske kirke i Göteborg. Blandt gæsterne var Bill Gates og Mick Jagger.
Parret har nu to børn sammen, Lilian Simonyi (feb. 2011) og Livia Suzanne Simonyi (nov. 2012).